# Taussac-la-Billière
Taussac-la-Billière är en kommun i departementet Hérault i regionen Occitanien i södra Frankrike. Kommunen ligger i kantonen Saint-Gervais-sur-Mare som tillhör arrondissementet Béziers. År 2022 hade Taussac-la-Billière 462 invånare.

## Befolkningsutveckling
Antalet invånare i kommunen Taussac-la-Billière
Referens:INSEE